# Со Мин Гук
Со Мин Гук (кор. 서민국; род. 17 сентября 1991, Сеул) — южнокорейский кёрлингист.
В составе мужской сборной Республики Корея участник чемпионата мира 2021. Трижды серебряный призёр Тихоокеанско-азиатского чемпионата среди юниоров.
В «классическом» кёрлинге (команда из четырёх человек одного пола) в основном играл на позиции первого и третьего.

## Достижения
- Тихоокеанско-азиатский чемпионат по кёрлингу среди юниоров: серебро (2011, 2012, 2013).

## Команды
| Сезон   | Четвёртый    | Третий         | Второй             | Первый      | Запасной           | Тренер          | Турниры             |
| ------- | ------------ | -------------- | ------------------ | ----------- | ------------------ | --------------- | ------------------- |
| 2009—10 | Ким Джон Мин | Jang Jin-Yeong | Kim San            | Со Мин Гук  | Kim Woo-Ram-Mi-Roo | Jeong Hong-Seuk | ТАЧЮ 2010 (4 место) |
| 2010—11 | Ким Джон Мин | Jang Jin-Yeong | Kim San            | Со Мин Гук  | Kim Woo-Ram-Mi-Roo | Jeong Hong-Seuk | ТАЧЮ 2011           |
| 2011—12 | Ким Джон Мин | Jang Jin-Yeong | Kim San            | Со Мин Гук  | Kim Woo-Ram-Mi-Roo | Kim Il-Ho       | ТАЧЮ 2012           |
| 2012—13 | Ким Джон Мин | Kim San        | Kim Woo-Ram-Mi-Roo | Со Мин Гук  | Jang Jin-Yeong     | Kim Il-Ho       | ТАЧЮ 2013           |
| 2020—21 | Пак Чон Док  | Со Мин Гук     | Ким Джон Мин       | О Сын Хун   |                    |                 | ЧРКМ 2021 (5 место) |
| 2020—21 | Чон Ён Сок   | Пак Се Вон     | Ким Джон Мин       | Ли Джун Хён | Со Мин Гук         |                 | ЧМ 2021 (13 место)  |

(скипы выделены полужирным шрифтом)